# Relations entre le Bangladesh et le Chili
Les relations entre le Bangladesh et le Chili sont les relations bilatérales de la république populaire du Bangladesh et de la république du Chili. Les deux pays sont membres du Groupe des 77 et du Mouvement des non-alignés.

## Visites d'État
En 2011, l'ancien ministre des affaires étrangères du Bangladesh, Mohamed Mijarul Quayes (en), a effectué une visite officielle au Chili. Les deux autorités ont organisé un déjeuner de travail au cours duquel elles ont abordé les questions relatives aux relations bilatérales. De même, ils ont profité de l'occasion pour signer un accord pour la suppression des visas diplomatiques et officiels entre le Chili et le Bangladesh.

## Coopération économique
Le Bangladesh et le Chili ont toujours exprimé leur intérêt pour le développement du commerce bilatéral entre les deux pays. En raison de sa position stratégique, le Chili a été identifié comme un marché important pour l'expansion des produits bangladais en Amérique latine. De nombreuses entreprises bangladaises ont pénétré le marché chilien, la plus importante étant Beximco Pharmaceuticals qui, après être entrée sur le marché chilien, est devenue en 2008 la première entreprise pharmaceutique bangladaise à obtenir l'enregistrement de ses produits dans un pays d'Amérique latine.
Selon un rapport publié par la Direction générale des relations économiques internationales du ministère chilien des affaires étrangères en 2012, le Bangladesh était l'une des principales destinations asiatiques pour les investissements chiliens.
En 2013, le Chili a accordé un accès en franchise de droits et de quotas aux produits bangladais afin de renforcer le commerce bilatéral entre les deux pays. Le commerce bilatéral entre les deux pays s'élève à 30,37 millions de dollars en juin 2013, la totalité des échanges représentant les exportations bangladaises vers le Chili. Environ 93 % des exportations bangladaises vers le Chili étaient constituées de textiles et de vêtements confectionnés. Le reste comprenait du fil de jute, des tissus de jute, des chaussures, des casquettes et des produits pharmaceutiques.